# DENIS-P J1228.2-1547
DENIS-P J1228.2-1547 är en dubbelstjärna i mellersta delen av stjärnbilden Korpen. Den har en skenbar magnitud av ca 12,767 (K) och kräver ett kraftfullt teleskop för att kunna observeras. Baserat på parallaxmätning på ca 49,4 mas, beräknas den befinna sig på ett avstånd på ca 66 ljusår (ca 20 parsek) från solen.

## Egenskaper
DENIS-P J1228.2-1547 är ett system av två nästan lika bruna dvärgar, båda är av spektraltyp L5.5:, Den är en av de första fritt flytande L-dvärgarna som upptäckts och upptäcktes 1997 av Xavier Delfosse et al. i DENIS-undersökningen. Den andra komponenten (B) upptäcktes av Eduardo L. Martín et al. med hjälp av nära-infraröd kamera NICMOS på rymdteleskopet Hubble och tillkännagavs 1999.